# 利姆诺斯
利姆诺斯（希臘語：Λήμνος）是希腊北愛琴大區利姆诺斯专区的市镇。行政中心为米里纳。市镇面积为476平方公里，2021年人口数量为16,411人。
利姆诺斯市镇包括利姆诺斯岛及附近诸多小岛。该市镇成立于2011年的地方政府改革中，由原四个市镇合并而成，而原市镇则成为新市镇的市区（例如穆兹罗斯）。